# Sgarbh Dubh
Sgarbh Dhub ist ein Berg auf der schottischen Hebrideninsel Islay. 

## Lage
Die 294 m hohe Erhebung befindet sich in einer dünnbesiedelten Region im Nordosten der Insel. Die nächstgelegene Ortschaft ist das acht Kilometer südöstlich gelegene Keills. Über den Sgarbh Dubh zieht sich eine markante Falte, welche aus südlicher Richtung vom benachbarten Beinn Bhreac ausgeht. Sgarbh Dubh ist nicht an das Straßennetz der Insel angeschlossen. Bei dem nächstgelegenen Weg handelt es sich um eine unbefestigte Piste, die von Craigens Farm entlang dem Ostufer von Loch Gruinart verläuft und verschiedene aufgegebene Siedlungen verbindet.

## Umgebung
Der Sgarbh Dubh läuft im Norden und Nordwesten bis zur 1,5 km entfernten Atlantikküste aus. Entlang der Küste gibt es zahlreiche künstliche und natürliche Höhlen, in welchen Gegenstände gefunden wurden, die auf eine frühere Besiedlung der Region hindeuten. An dem nordöstlich verlaufenden Bach Allt Aonan an Eorna befinden sich die Überreste dreier Shielinghütten.